# Super High Impact
Super High Impact est un jeu vidéo de football américain développé par Midway Manufacturing Company, sorti en 1991 sur borne d'arcade. Il a été adapté sur Mega Drive en 1992 et sur Super Nintendo en 1993. Il fait suite à High Impact Football (1990).